# Ion Vinea

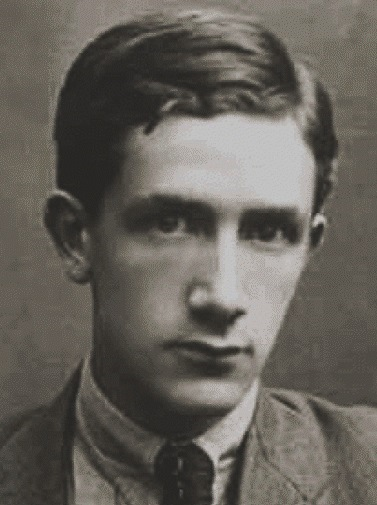
Ion Vinea

Ion Vinea (geboren als Eugen Iovanaki; * 17. April 1895 in Giurgiu; † 6. Juli 1964 in Bukarest) war ein rumänischer Schriftsteller.

## Leben
Vinea gab bereits während seiner Zeit als Gymnasiast gemeinsam mit Tristan Tzara die Zeitschrift Simbol heraus, in der neben literarischen Texten von Adrian Maniu, Felix Aderca, Emil Isac und anderen auch Zeichnungen von Marcel Janco und Iosif Iser erschienen. Daneben veröffentlichte er in anderen Zeitschriften wie Simbolul, Constantin Rădulescu-Motrus Noua revista romana und Seara eigene symbolistische Gedichte, die von der Literaturkritik positiv aufgenommen wurden. Von der Zeitschrift Chemarea, die er 1915 ebenfalls mit Tristan Tzara gründete, erschienen nur zwei Ausgaben. Im gleichen Jahr wurde er Mitarbeiter bei Tudor Arghezis Cronica.
Von 1922 bis 1932 war Vinea Chefredakteur und mit Marcel Janco Herausgeber des Magazins Contimporanul, einer Publikation zur Förderung modernistischer und avantgardistischer Literatur, auf deren Seiten Artikel von wichtigen Schriftstellern der Zeit erschienen, darunter Ilarie Voronca, Barbu Fundoianu, Ion Barbu, Paul Eluard, André Breton und Robert Musil. Mit seinem 1924 in der Zeitschrift veröffentlichten Manifest activist pentru tinerime hatte er Einfluss auf jüngere Autoren wie Ilarie Voronca und Stephan Roll.

## Werke
- Descântecul şi Flori de lampă, Kurzprosa, 1925
- Paradisul suspinelor, Roman, 1930
- Ora fântânilor, Gedichte, 1964
- Lunatecii, Roman, 1965
- Poeme, 1969
- Venin de mai, Roman (unvollendet), 1971
- Publicistică literară, 1977
- Săgeata şi arabescul. Articole şi pamflete, 1984
- Ornic nesupus: versuri (Poezii de duminică), Anthologie, 1993
- Whisky Palace & alte elegii / Whisky Palace & altre elegie, kritische Anthologie (rumänisch/italienisch), 2008